# Iglesia de Santa Eufemia (Bermeo)
La iglesia de Santa Eufemia en Bermeo en Vizcaya (País Vasco, España) es un templo de planta alargada con una sola nave dividida en cuatro tramos idénticos. La cabecera es poligonal de cinco paños. Se cubre con bóvedas de crucería simple en los tramos y radial en la cabecera. Destaca la riqueza decorativa de las claves y ménsulas.
Los soportes están adosados a los muros. En el interior se observan columnas simples y haces de tres. En el exterior, contrafuertes en los distintos tramos y vértices del ábside.
A la fábrica original se le han incorporado otras estructuras como son: dos capillas, sacristía, torre y un pórtico moderno neogótico, el cual fue derribado para recuperar la imagen original del edificio. Santa Eufemia de Bermeo se apareja en piedra de sillería arenisca.

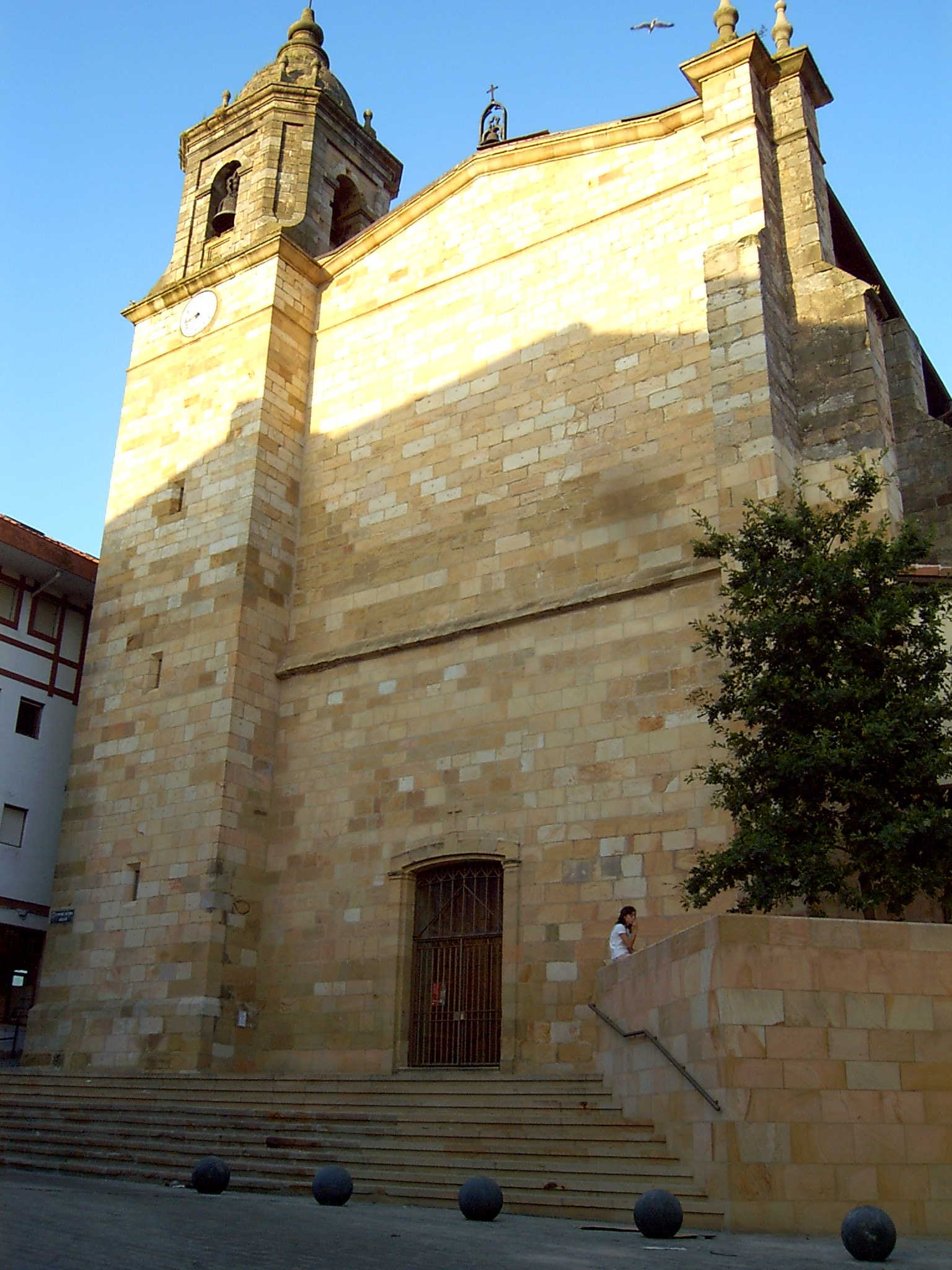
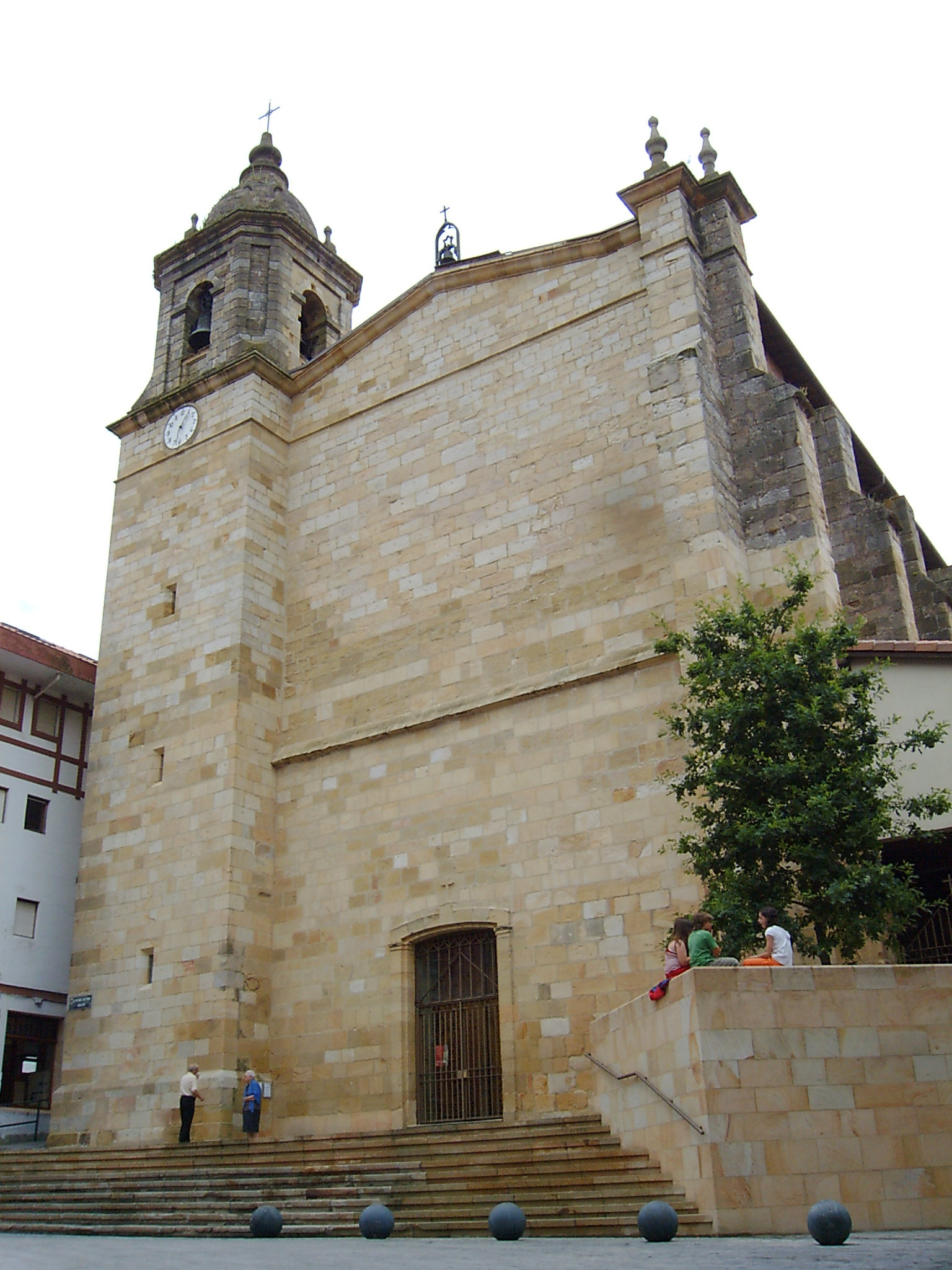
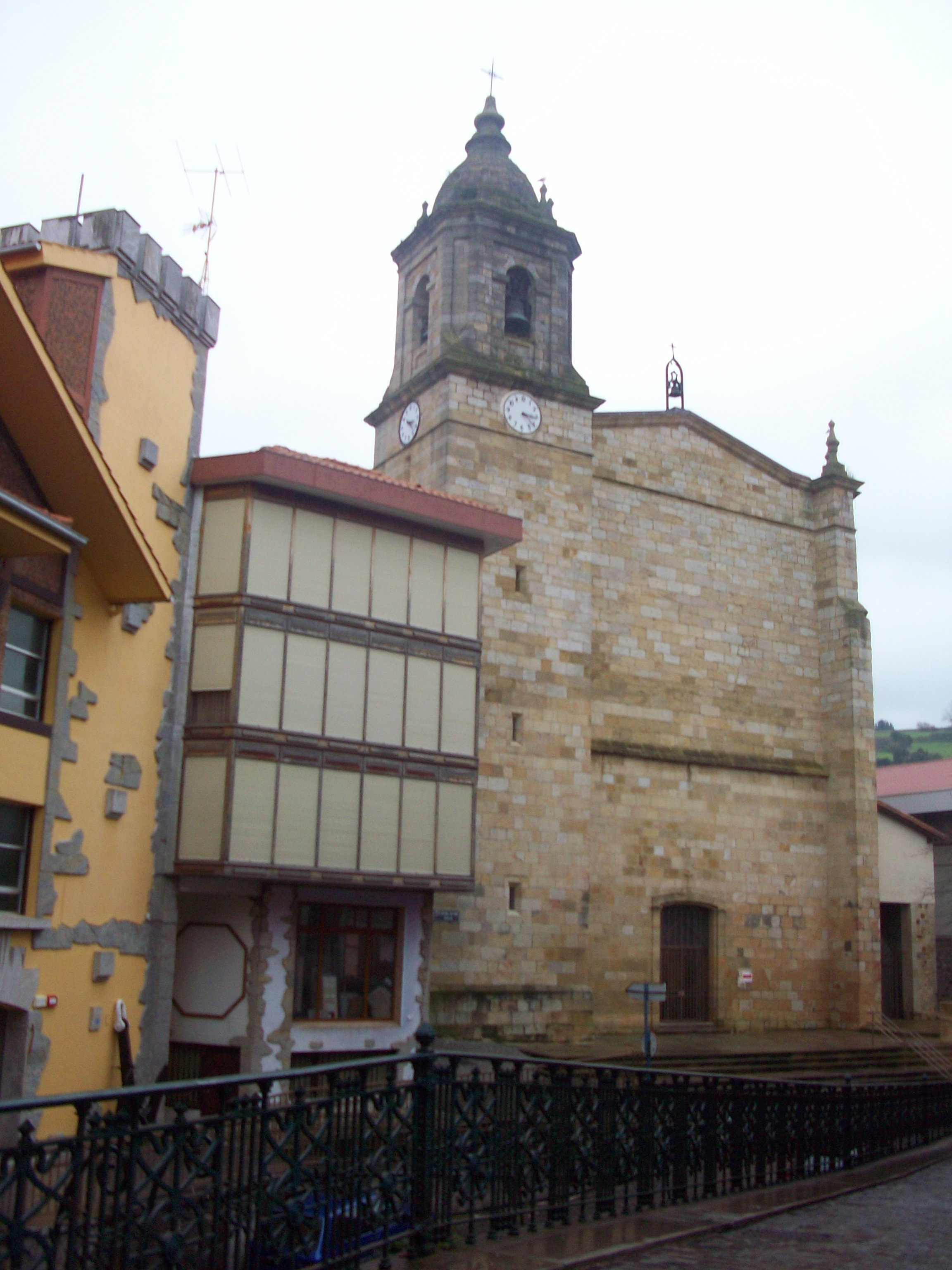
Entrada principal
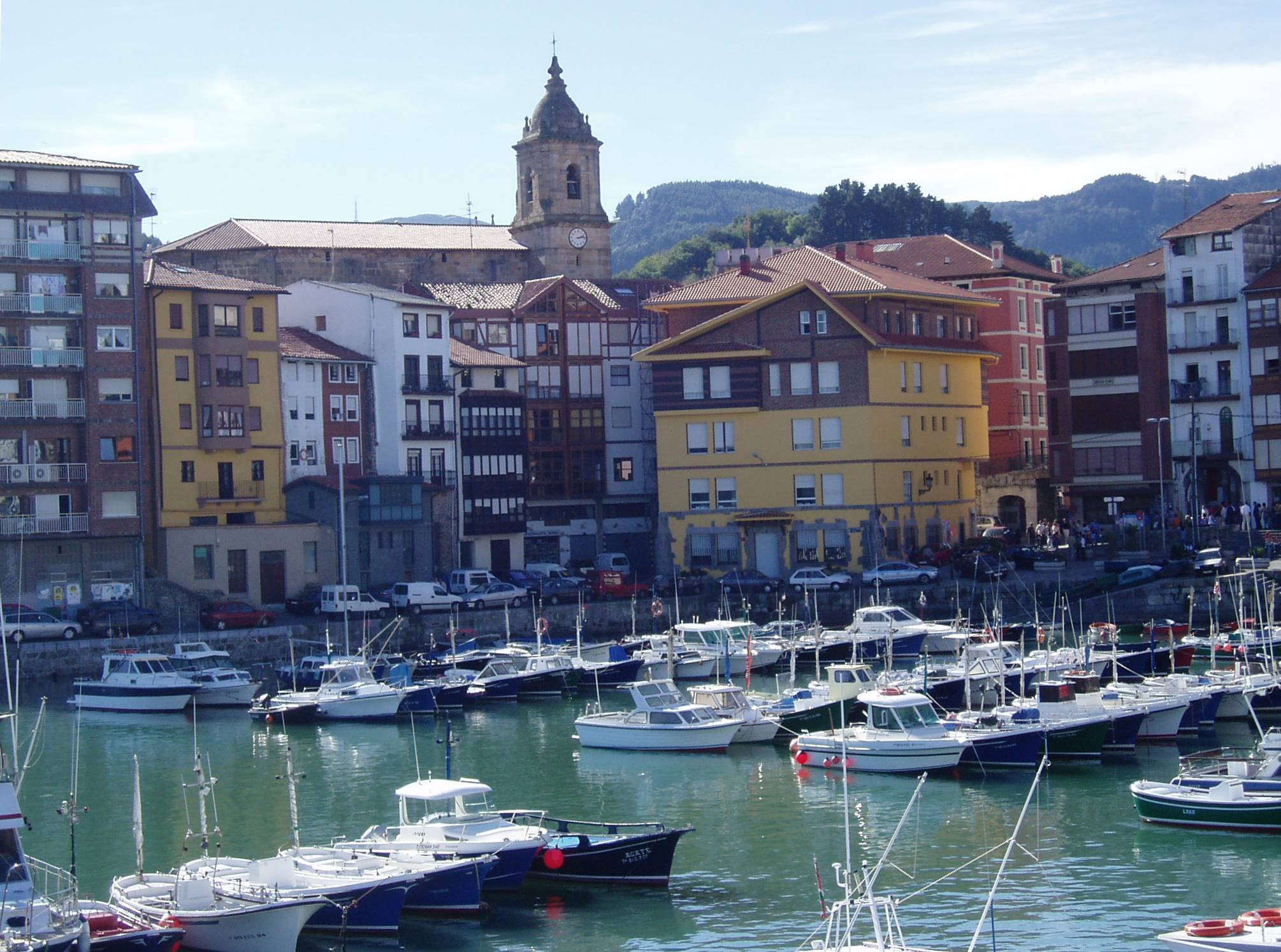
La iglesia vista desde el puerto
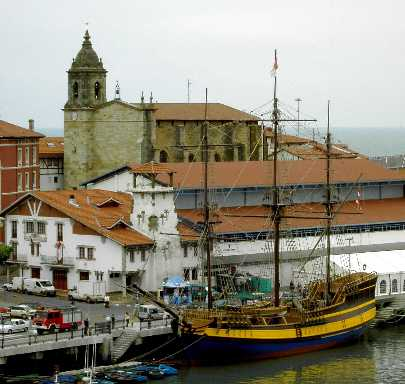
La iglesia vista desde el muelle del Artza